# Juan Martínez Marconi
Juan Antonio Martínez Marconi (Santiago, Chile, 31 de mayo de 1982) es un futbolista chileno, que juega como portero. Es hijo de Juan "Mono" Martínez Ortíz, arquero de Curicó Unido y Deportes Temuco en la década de los '80.

## Trayectoria
Se formó en las inferiores de la Universidad Católica, para luego pasar a los cadetes de Rangers de Talca, donde debutó como profesional en 2002. El 2005 pasó a Deportes Linares de la Tercera División, pero ese mismo año volvió a Rangers, permaneciendo hasta el 2009. En ese período, el equipo rojinegro descendió a Primera B en 2006, regresó a Primera División al siguiente año, y descendió nuevamente tras el Clausura 2009.
En 2010 se fue al extinto Unión Temuco, que era propiedad de Marcelo Salas. Luego de una temporada, recayó en Lota Schwager y Curicó Unido, todos equipos de la segunda categoría del fútbol chileno.
En 2015 fichó por Deportes Temuco, también de la Primera B. Pero se tituló campeón de la Primera B 2015-16, aunque con muy poca participación en el equipo. Actualmente esta sin club

## Clubes
| Club             | País  | Año       |
| ---------------- | ----- | --------- |
| Rangers          | Chile | 2002-2004 |
| Deportes Linares | Chile | 2005      |
| Rangers          | Chile | 2005-2009 |
| Unión Temuco     | Chile | 2010-2011 |
| Lota Schwager    | Chile | 2012      |
| Curicó Unido     | Chile | 2013-2015 |
| Deportes Temuco  | Chile | 2015-2016 |

## Palmarés

### Campeonatos nacionales
| Título    | Club            | País  | Año     |
| --------- | --------------- | ----- | ------- |
| Primera B | Deportes Temuco | Chile | 2015-16 |